# Altari di Roma
Elenco degli altari pubblici presenti nell'antica Roma.
| Nome                                                    | Localizzazione | Datazione |
| ------------------------------------------------------- | --- | --- |
| Ara Aesculapii Augusti                                  | Probabilmente connessa al tempio di Esculapio sull'Isola Tiberina. | Un'iscrizione ci dice che fu dedicata da un certo Probo, forse minister vici del vicus Censori sull'Isola Tiberina, in età imperiale. |
| Ara Amicitiae                                           | Non si sa se venne eretta o meno; nel caso in cui lo fosse stata, non sarebbe sopravvissuta a Seiano. | 28 d.C., in onore di Tiberio e Seiano, votata dal Senato insieme all'ara Clementiae |
| Ara Augusta di Lucretius Zethus                         | Riva del Tevere, a nord-ovest del Campo Marzio, in prossimità del Tarentum. | 1 d.C. |
| Ara Bonae Deae                                          | Ricordata in un'iscrizione, vista in villa Giustiniani, dalla quale è probabile che provenisse. | Età imperiale, forse giulio-claudia. |
| Ara Calvini (anche sei deo sei divae oppure Dei Ignoti) | Ritrovata nei pressi della basilica di Sant’Anastasia, ora nell'antiquarium del Palatino. | 92 a.C. (generalmente accettata, altrimenti 124 a.C., attribuendola al padre di Gaio Sextio Calvino) |
| Ara Carbonaria                                          | Celio | Menzionata soltanto negli Atti dei martiri greci, del VII secolo. |
| Ara Clementiae                                          | Non si sa se venne eretta o meno; nel caso in cui lo fosse stata, non sarebbe sopravvissuta a Seiano. | 28 d.C., in onore di Tiberio e Seiano, votata dal Senato insieme all'Ara Amicitiae. |
| Ara Concordiae Augustae                                 | Rinvenuta in piazza Bocca della Verità, con statua, probabilmente in correlazione al vicino compitum. | Ignota, la teoria espressa da A. M. Colini sembra sia da rigettare. |
| Ara Consi                                               | Sotterranea, localizzato nell'arena del Circus Maximus, a SE, nei pressi delle metae Murciae. | Culto antichissimo, fatto risalire addirittura agli Arcadi; la scoperta sarebbe opera di Romolo, divenendo uno dei quattro angoli della Roma Quadrata. |
| Arae Consecrationis                                     | Termine moderno indicante i monumenti dedicati a personaggi di particolare rango, soprattutto imperatori o membri della famiglia imperiale, sorti sul luogo dove era stata innalzata la pira funebre per la cremazione. Il nucleo più cospicuo è stato rinvenuto nella parte settentrionale della IX Regio, orientato secondo l'asse della Via Lata, in stretta correlazione con l'area che fu il centro monumentale degli Antonini. | Nucleo più cospicuo: età antonina (?) |
| Ara Ditis Patris et Proserpinae                         | Situata nel Tarentum, in Campo Martio extremo, nell'attuale Piazza Pasquale Paoli, di fronte a Ponte Vittorio Emanuele II. | Dedicata da Valesius, sabino di Eretum, oppure da P. Valerius Publicola all'inizio della Repubblica. È probabilmente rappresentata su monete di Domiziano relative ai ludi Saeculares dell'88 d.C. |
| Ara Divae Matidiae                                      | Noto da una sola iscrizione, sarebbe da mettere in relazione con il Tempio di Matidia, posto alle spalle del Tempio di Adriano. | 120-121 d.C. |
| Ara Domitii Ahenobarbi                                  | Prima ritenuti riferibili al Tempio di Nettuno in Circo, probabilmente i resti dell'altare sono da connettere al tempio di Marte in Circo. | Non è ancora certo se la costruzione dell'altare debba imputarsi ad un Domizio console nel 192 a.C., o sia da attribuire ad un importante rifacimento di un Domizio censore nel 115 a.C. |
| Ara Fortunae Reducis                                    | Subito fuori Porta Capena. | Votata in occasione del ritorno di Augusto dalla Siria nel 19 a.C. |
| Ara Gentis Iuliae                                       | Sul Campidoglio, non lontano dai templi di Fides e di Giove Capitolino. | Data ignota, l'altare forse è da correlare a una mutazione di nome dell’ara numinis Augusti eretta da Tiberio tra il 6 ed il 9 d.C. |
| Arae Incendii Neroniani                                 | Il più conosciuto si trova sotto il Palazzo di Sant'Andrea (Via del Quirinale, 30), ma ne sono state trovate anche presso San Pietro e alle pendici dell'Aventino. | Si tratta di altari eretti da Domiziano a ricordare i limiti del grande incendio che colpì Roma sotto Nerone, nel 64 d.C. |
| Ara Larium Augustorum                                   | Un'iscrizione cita un vicus Aescleti. I frammenti dell'altare furono rinvenuti nel 1887 nei pressi di Ponte Garibaldi. | Ignota. |
| Ara Marmorea                                            | Nota soltanto da epigrafi. Si parla di una zona della città definita ab ara marmorea (“nei pressi dell'altare di marmo”), identificare da taluni con l’Ara Pacis. La datazione dell'iscrizione (seconda metà del I sec. a.C.), però, confuta tale teoria. | Ignota. |
| Ara Martis                                              | Campo Marzio settentrionale, negli immediati paraggi dei Saepta. | Attribuita a Numa Pompilio, di certo già esistente nel 443 a.C. |
| Ara Maxima                                              | Presso la Basilica di Santa Maria in Cosmedin, in direzione del Circus Maximus, dove nel XV sec. furono rinvenute delle iscrizioni dei pretori che ricordano l'annuale sacrificio consumato “qui, presso l'Ara Maxima”. Da identificarsi probabilmente con il grande basamento in opera quadrata di tufo visibile nella cripta della chiesa.                                                                                         | La tradizione la vuole fondata da Ercole dopo la sua vittoria su Caco, oppure da Evandro. Fu minacciata da un incendio, probabilmente intorno al 213 a.C., e gravemente danneggiata dall'incendio del 64 d.C. Servio Mario Onorato testimonia che nel IV sec. d.C. esisteva ancora. |
| Ara Minucii                                             | Nei pressi della Porta Minucia, quest'ultima, forse, antica denominazione della Porta Trigemina. | Ante 439 a.C. (?) |
| Ara Pacis Augustae                                      | Campo Marzio settentrionale | 13 a.C. |
| Ara Pietatis Augustae                                   | Si discute sulla sua esistenza, e dunque, della sua collocazione, che varia dalla sommità alle pendici del Campidoglio (nell'area pomeriale), all'inizio di Via Lata, ai pressi di Montecitorio. | Citata soltanto in un'iscrizione ricordata dall'Anonimo di Einsiedeln. È stata inizialmente connessa con il voto espresso nell'anno 22 d.C. a seguito di una malattia di Livia che aveva fatto temere per la sua vita, voto poi sciolto nel 43 d.C. da Claudio in seguito alla consecratio della donna. In seguito l'altare è stato riferito al ritorno di Claudio dopo le imprese in Britannia, nel 44 d.C., oppure - riconoscendo l'iscrizione come pertinente non ad un altare, ma ad un monumento minore – correlato a una serie monetale di età tiberiana con il busto di Pietas, emessa a nome di Druso (22-23 d.C.); oppure ad un'altra serie monetale, celebrante la consecratio di Sabina e Faustina Maggiore (età adrianea e antonina). |
| Ara Providentiae Augustae                               | Doveva sorgere sulla Via Lata in prossimità dell’Ara Pacis. | Votata in concomitanza con la consecratio di Augusto. |
| Ara Saepta (anche Aii Locutii)                          | Luogo ignoto, era prima identificata con l’Ara Calvini. L'area di culto di Aius Locutius è riconosciuta essere nei di fronte al lucus Vestae che scende dai piedi del Palatino raggiungendo la Nova Via | Post 390 a.C., dedicata in seguito alla cacciata dei Galli da Roma. |
| Ara Salutis                                             | Ignoto, probabilmente nei pressi del Tempio della Salute, anche se si discute della sua localizzazione in Roma. | Menzionata in correlazione ad eventi prodigiosi avvenuti nel 133 a.C. |
| Ara Saturni                                             | L'altare, che esisteva ancora almeno in età augustea, doveva trovarsi davanti alla facciata del tempio omonimo, verso NE. È stata proposta l'identificazione con la struttura (3,95x2,80 metri) riconosciuta da Lanciani come Volcanal: si tratta di un piccolo monumento ricavato in parte dal tufo naturale del Campidoglio, in parte costruita con blocchi di cappellaccio.                                                       | Costruzione attribuita a Ianus, ai Pelasgi, ad Ercole, oppure a Tullo Ostilio. |
| Sex Arae                                                | Nome di località derivante da un complesso monumentale sacro composto di sei altari, da collocarsi probabilmente, in base ai mestieri menzionati nelle iscrizioni che vi fanno riferimento, in area forense, presso i mercati oppure in prossimità degli scali portuali di Roma. | Attestato in alcune iscrizioni che citano le attività di un sarcinatrix, di un argentarius ed un nummularius, databili tra il I sec. a.C. ed il I sec. d.C. |
| Ara Victoriae                                           | Curia Iulia, probabilmente (almeno per gli anni 235-238) al centro dell'edificio. | È stata messa in relazione con la statua tarentina della Vittoria eretta da Augusto nella stessa sede del Senato, il 28 agosto del 29 a.C. |
| Altare di Cautes e Cautopates                           | Presso la chiesa di Santo Stefano Rotondo | Dedicato da Aurelius Sabinus, durante il regno di Commodo. |
| Altare dei Lares Augustii e dei Genii Caesarum          | Ignoto, l'ara è conservata presso il Museo Pio-Clementino. | Un'iscrizione apposta sull'ara, menzionante quattro magistri vici primi, è databile all'età imperiale, non prima del regno di Vespasiano. |
| Altare del Vicus Compiti Acilii                         | Compitum Acili, corrispondente grossomodo all'odierno incrocio tra Via del Colosseo e Via della Polveriera | 3-4 d.C. |
| Altare del Vicus Sandalarius                            | Vicus Sandalarius, Regio IV, nelle vicinanze del Tempio di Tellus. | 2 a.C. |
| Altare del Vicus Statae Matris                          | Vicus Statae Matris, Celio | 2-1 a.C. |